# Джастин Гэбриел
Пол Ллойд-младший (англ. Paul Lloyd, Jr., род. 3 марта 1981, Кейптаун) — южноафриканский рестлер, получивший известность благодаря своим выступлениям в World Wrestling Entertainment под именем Джастин Гэбриел (англ. Justin Gabriel). Ныне выступает в Ring of Honor, под именем Пи. Джей. Блэк.
Ллойд рестлер во втором поколении и в детстве тренировался под руководством отца. На ринге дебютировал в 1997 году в возрасте 16 лет. Выступал в Великобритании и Южной Африке, был первым чемпионом мира WWP в первом тяжёлом весе. В 2008 году Ллойд подписал контракт с WWE и был отправлен в подготовительное отделение Florida Championship Wrestling (FCW), где вместе с Крисом Логаном становился командным чемпионом Флориды FCW, а также чемпионом Флориды в тяжёлом весе FCW. В феврале 2010 года участвовал в первом сезоне NXT, где занял третье место. В 2010 году стал выступать в основном составе WWE как часть группировки Нексус, а позже Ядро. Вместе с Хитом Слейтером трижды становился командным чемпионом WWE.

## Краткая биография
Ллойд сделал свой профессиональный дебют в 16 лет и первоначально обучался его отцом Полом Ллойдом ст. — южноафриканским рестлером, известным на ринге под именем Розовая Пантера. Его дедушка был профессиональным боксером. Ллойд рос, наблюдая за своим отцом и начал практиковаться в собственном дворе. В последний год учёбы Ллойда в средней школе, умирает его отец и Пол уезжает в Великобританию на пять лет. В 2003-м году он сделал свой дебют в FWA и IPW:UK, выступая под именем PJ Black.

### WWP (2006—2008)
В 2006-м Пол возвратился в Южную Африку и боролся в WWP. 1 ноября 2007 года Ллойд завоёвывает WWP World Cruiserweight пояс, но потерял его 14 ноября. Тогда Ллойд заявил, что готов бороться в дивизионе тяжеловесов. Ллойд бросил вызов Джо Хитчену в январе 2008-го. Из-за несчастного случая, Пола пришлось осмотреть в местной больнице. Последний матч Пола в WWP состоялся 8 ноября 2008 года.

### World Wrestling Entertainment

#### FCW (2009—2010)
Ллойд подписал трёхлетний контракт с WWE, став первым южноафриканским рестлером в федерации. Ллойд дебютировал в начале 2009 года в FCW под своим настоящим именем. Но в конечном счёте он стал выступать под именем Justin Angel. 23 июля 2009 года Джастин вместе с Крисом Логаном выиграл командные пояса FCW у Трента Баррета и Кайлена Крофта, но той же ночью пояса у них отобрали Rotundos. 24 сентября Джастин выиграл пояс чемпиона FCW в тяжёлом весе у Хита Слейтера в two out of three falls матче. Он держал пояс в течение почти шести месяцев. 18 марта 2010-го Алекс Райли завладел поясом, победив Джастина и Уэйда Барретта в three-way матче.

#### NXT (2010)
16 февраля было объявлено, что Джастин будет участвовать в первом сезоне NXT. Наставником Джастина стал Мэтт Харди. Ллойд взял имя «Джастин Гэбриел». Дебют Гэбриела на NXT состоялся 2 марта, где он, в команде с Мэттом победил Уильяма Ригала и Скипа Шеффилда. Джастин выбыл из борьбы 1 июня, заняв 3-е место.

#### Nexus и The Corre(2010—2011)

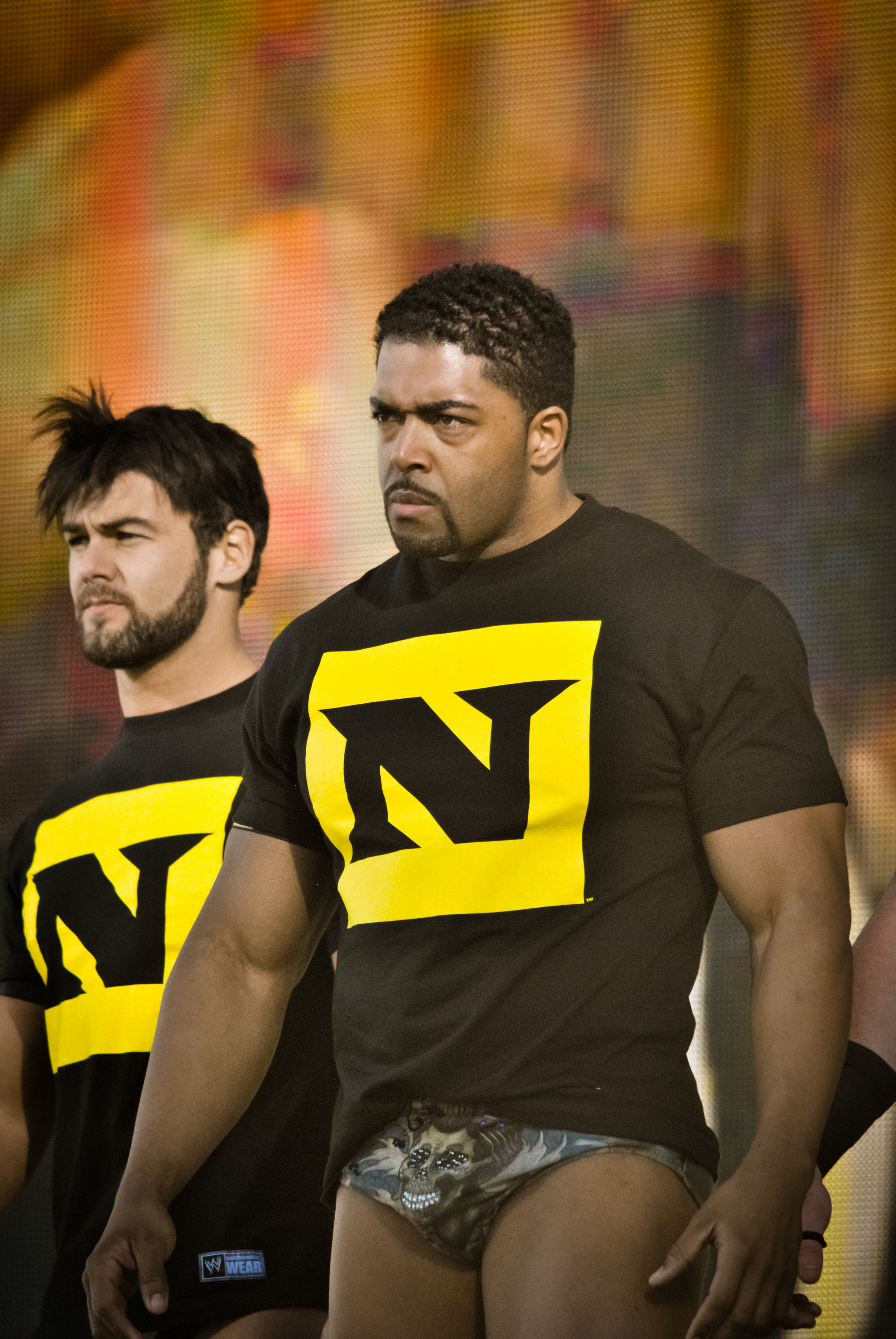
Джастин Гэбриел и Дэвид Отунга.

На шоу RAW 7 июня Гэбриел в числе других участников первого сезона NXT (Уэйд Барретт, Даррен Янг, Дэвид Отунга, Майкл Тарвер, Скип Шеффилд, Хит Слейтер и Дэниел Брайан) вмешался в матч Джона Сины и СМ Панка, побив обоих рестлеров, комментаторов, а также сломав аппаратуру. 14 июня новички потребовали контракты с RAW от Генерального менеджера — Брета Харта. Получив отказ, они избили его. Вскоре, Винс МакМэхон отругал и уволил Харта. Появился новый «анонимный» Генеральный менеджер, который раздал новичкам контракты и они стали называть себя «Nexus». Новички продолжили сеять разрушения. Завязалась вражда между Нексусом и Джоном Синой. На одном из шоу RAW состоялся six-on-one handicap матч, в котором Нексус победили Сину. На ППВ SummerSlam 2010 Нексус проиграли команде Сины (Эдж, Крис Джерико, R-Truth, Джон Моррисон, Дэниел Брайан и Брет Харт) в seven-on-seven elimination tag team матче. Джастин устранил из борьбы Дэниела Брайана, но сам был выбит шестым в составе Нексуса (Джоном Синой). 25 октября Слейтер и Гэбриел завладели командными поясами (по приказу Барретта, Отунга и Сина отдали им свои пояса). Но 6 декабря проиграли их Владимиру Козлову и Сантино Марелле. 10 января 2011 года, когда лидером Нексуса стал СМ Панк, Джастин отказался проходить испытания и покинул группировку.
После чего Джастина перевели на SmackDown! и он вступил в группировку The Corre. На ППВ Elimination Chamber 2011 в команде с Хитом Слейтером выиграл пояса командных чемпионов у Козлова и Мареллы. На выпуске SmackDown! 22 апреля проиграл пояса Кейну и Биг Шоу. На ППВ Over the Limit вместе с Хитом Слейтером вмешался в матч Уэйда Баррета и Изикиела Джексона за Интерконтинентальный пояс, чтобы помочь Барретту. Матч закончился победой Джексона по дисквалификации. После того, как Барретт дважды бросил Слейтера и Гэбриела на растерзание Джексону их терпение кончилось, и они сказали, что покидают Ядро. После этого Гэбриел и Слейтер начали выступать вдвоем. Они начали вражду с братьями Усо, но в первом же матче 17 июня проиграли им, а затем победили их в матч-реванш 24 июня. На следующий день он вместе с Слейтером были объявлены участниками шоу Money in the Bank в Чикаго, штат Иллинойс. 8 июля снова потерпели поражение от братьев Усо, после чего рассорились друг с другом, и стали выступать отдельно.

#### Фейс-тёрн; Последующее время (2011—2015)
После шоу Money in the Bank Гэбриел стал выступать как положительный персонаж, начиная фьюд против Тайсона Кидда, победив его на WWE Superstars 21 июля, а затем 9 августа на NXT, оба раза после коронного финишера. Позже несколько раз появлялся в командных матчах, где его партнером был Шеймус, постепенно сменившийся на Хорнсвоггла. После у Джастина появился перерыв. Он редко выступал, изредка появляясь на «Superstars» и NXT. Но на Elimination Chamber (2012) Джастин провел матч против Чемпиона США Джэка Сваггера, но проиграл ему, после чего на Superstars перед РестлМанией объединился с Тайсоном Киддом и 1 апреля команда провела матч за титул Командных Чемпионов против Примо и Эпико, но безуспешно. Во время этого матча Джастин получил травму локтя и выбыл на неопределенный срок. Своё возвращение Джастин совершил 30 мая на NXT, после почти двух месяцев отсутствия. Почти сразу возродилась его команда с Киддом, и 6 июня они победили Хита Слейтера и Деррика Бэйтмена а затем Хита Слейтера и Девида Отунгу. На No Way Out команда не смогла выиграть матч «Четыре смертных пути» за право быть претендентом на титул командных чемпионов WWE, уступив Даррену Янгу и Тайтусу ОНилу. 21 июня Джастин и Тайсон одержали победу над Куртом Хоукинсом и Талером Рексом. После долгого пребывания на Superstars команда вернулась на SmackDown!, где начала погоню за титулы Командных Чемпионов. Однако Кидд получил серьезную травму, и Гебриел стал выступать в одиночку побеждая Хита Слейтера, Тайтуса О’Нила, Примо, Антонио Сезаро и других.
На последнем RAW перед Royal Rumble 2015 Джастин Гэбриел сообщил, что покидает компанию.

### Global Force Wrestling (2015)
6 мая 2015 года Global Force Wrestling (GFW) объявили о включении ПиДжей Блэка в свой ростер.

### Total Nonstop Action Wrestling (2015)
12 августа Блек принял участие в сюжете, согласно которому рестлеры GFW вторглись в Total Nonstop Action Wrestling (TNA). Во время этого вторжения Блек принял участие в турнире Король горы, в котором одержал победы над Лэшли, Крисом Мордетски, Эриком Янгом и Робби И и завоевал вакантный титул чемпиона Короля горы TNA. В тот же день он также получил возможность 19 августа побороться за титул чемпиона мира в тяжёлом весе TNA против EC3.

## Титулы и достижения
Florida Championship Wrestling

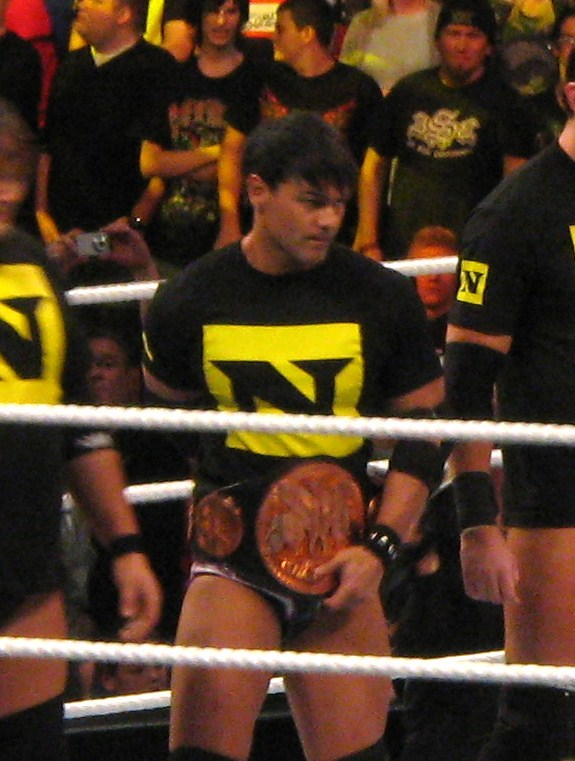
Гэбриел — WWE Tag Team чемпион

- FCW Florida Heavyweight чемпион (1 раз)
- Командный чемпион FCW Florida (1 раз) — с Крисом Логаном

Pro Wrestling Illustrated
- Фьюд года (2010) — Нексус против WWE
- Самый ненавистный рестлер года (2010) — как часть Нексуса
- № 61 в списке 500 лучших рестлеров 2011 года

World Wrestling Entertainment
- Командный чемпион WWE (3 раза) — с Хитом Слейтером
- Slammy Award for Shocker of the Year (2010) — дебют Нексуса

World Wrestling Professionals
- WWP World Cruiserweight чемпион (1 раз)